# Vargeão
Vargeão là một đô thị thuộc bang Santa Catarina, Brasil. Đô thị này có diện tích 166,45 km², dân số năm 2007 là 3560 người, mật độ 20,4 người/km².